# Hepatoxylon trichiuri
Hepatoxylon trichiuri är en plattmaskart som först beskrevs av Holten 1802.  Hepatoxylon trichiuri ingår i släktet Hepatoxylon och familjen Hepatoxylidae. Inga underarter finns listade i Catalogue of Life.